# Estátua de São Francisco
Estátua de São Francisco das Chagas
A Estátua de São Francisco é um monumento a São Francisco erguida no município de Canindé, localizado no estado brasileiro do Ceará. O escultor foi mestre Bibi, responsável também várias outras obras muito conhecidas. O monumento religioso e turístico inaugurado aos 4 de outubro de 2005, maior inclusive do que o Cristo Redentor, no Rio de Janeiro, e menor que Santa Rita de Cássia, em Santa Cruz-RN, teve os serviços iniciados em 2015, mas as obras foram paralisadas. No início do ano passado o prefeito em exercício, Celso Crisóstomo, havia anunciado o retorno dos trabalhos, mas sua gestão terminou e a recuperação não foi concluída. A obra fez com que o município de Canindé possua o maior monumento de São Francisco do mundo.
Segundo a administração municipal, a imagem do padroeiro de Canindé ganhou revestimento com pastilhas de cerâmica vitrificada, tamanho 2x2cm, importadas da China. São 789 metros quadrados de ladrilhos, com 2.250.000 peças na cor marrom. Na construção, realizada pela empresa Magna Locações, foram utilizadas 18 toneladas de ferro e 3,5 mil sacas de cimento de 50 quilos.
No interior da estátua de São Francisco, uma escada com 125 degraus leva a um mirante com capacidade para 15 pessoas.

## História
Idealizada pelo escultor de Canindé, Deoclécio Soares Diniz, conhecido artisticamente como “Seu Bibi”, o monumento de concreto teve suas obras iniciadas aos 3 de junho de 2002. O investimento financeiro, de R$ 2,2 milhões, foi disponibilizado pelo Ministério dos Esportes e Turismo, através da Empresa Brasileira de Turismo (Embratur) e pelo Programa de Infra Estrutura do Turismo (Prointur). Canindé recebe a segunda maior romaria franciscana do mundo. De acordo com a assessoria de imprensa do município, no entanto,  a construção poderia ter começado muito antes, ainda na década de 90, quando o artista local Bibi, autor de um Cristo Redentor de 40 metros em Mar Del Plata, na Argentina,  esculpiu a cabeça do santo. Só que o assunto esbarrou em questões políticas, já que alguns prefeitos eleitos relutavam em dar continuidade a projetos de administrações anteriores. Mesmo depois de pronta, a estátua continuou sendo alvo de polêmicas. A população, a princípio, rejeitou a estátua, por considerá-la mais parecida com São Pedro do que com São Francisco.  O Frei Carlos Antônio, vigário do município na época, justificou a aparência da obra.  “Pela dimensão da imagem, o arquiteto Expedito Deusdará teve que trocar o manto da imagem para melhorar a visibilidade à distância”, explica o religioso. Ele faz questão de assumir que esteve no grupo que questionava a estética do monumento. “No começo, eu também estranhei alguns aspectos visuais da obra, mas depois percebi que ela seria boa para a cidade”, diz. “Tanto que participei da cerimônia de inauguração, ao lado do arcebispo de Fortaleza, dom José Antonio Tosi”. 
Três milhões de romeiros visitam Canindé a cada ano. A cidade tem uma população de 80 mil habitantes, 60%deles trabalham e sobrevivem de rendas provenientes dos comércios formais e informais na romaria de São Francisco, realizada de 24 de setembro a 4 de outubro, data dedicada ao santo padroeiro. Para os franciscanos a romaria move Canindé e sua economia. ‘’Canindé não pode viver sem São Francisco e nem a fé de seu romeiro’’, disse o pároco e reitor do Santuário-Paróquia de São Francisco, frei Marconi Lins.

## Características

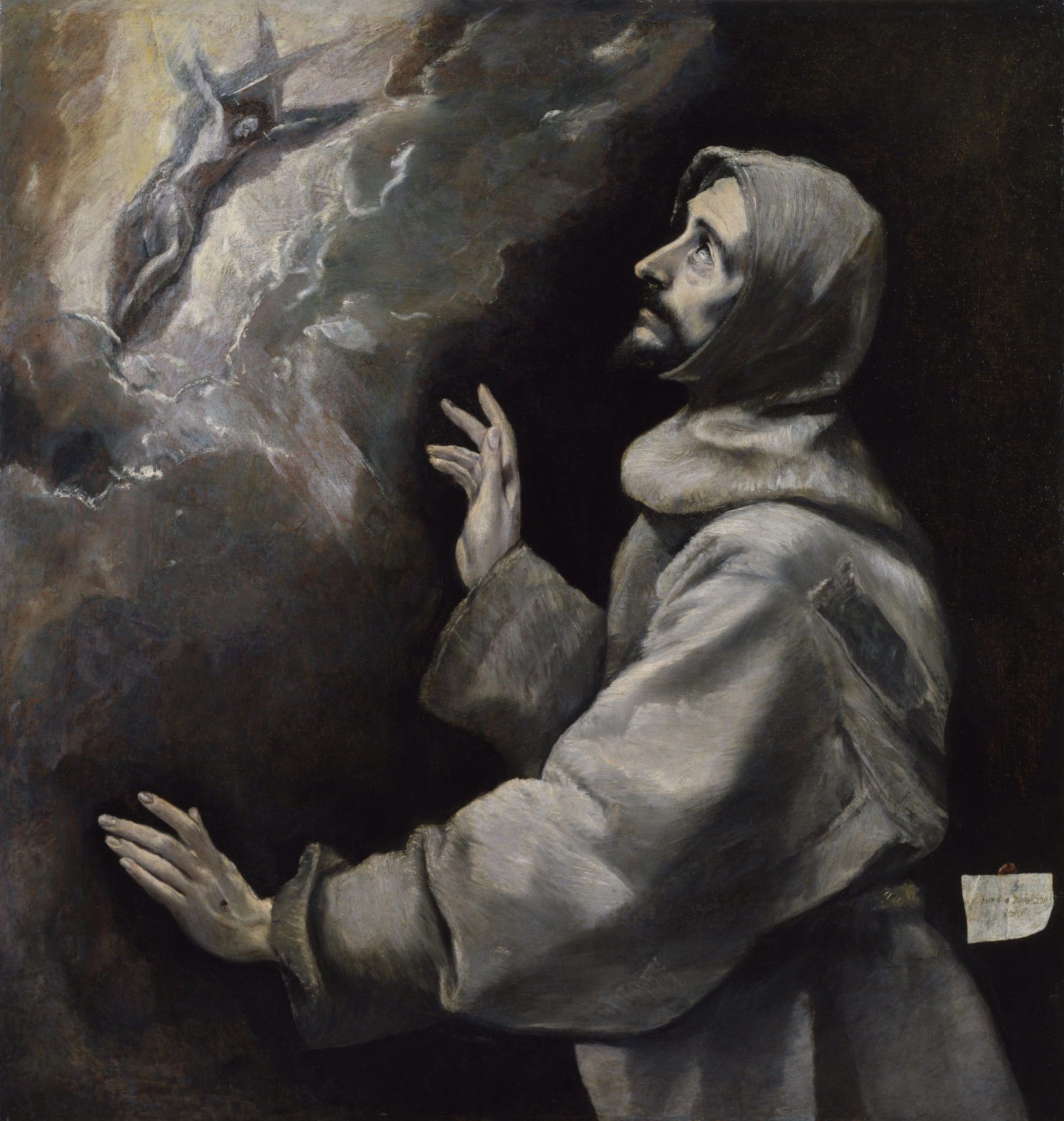
São Francisco, Santo homenageado. Foto: São Francisco pintado por El Greco.

- Santo homenageado: São Francisco das Chagas de Canindé, também conhecido como São Francisco de Assis. Seu nome de batismo era inicialmente Giovanni Bernardone, nome italiano dado pela mãe em homenagem a João Evangelista. Em Assis, o menino ficou conhecido como Francisco, ou seja, "O pequeno francês".

- Inauguração: o monumento foi inaugurado solenemente em 4 de outubro de 2005.[1]

- Altura: 31,25 metros.[1]

- Local onde está situada: está situada no Alto do Moinho, o bairro mais elevado da cidade, onde pode ser vista por todos os Canindeenses e todos aqueles que se aproximam da Meca Nordestina.[1]